# Walter Hassan
Walter Thomas Frederick Hassan (Londres, 25 de abril de 1905 — 1996) foi um engenheiro automobilista britânico,  que participou do projeto de três motores de sucesso: Jaguar XK, Coventry Climax e Jaguar V12.

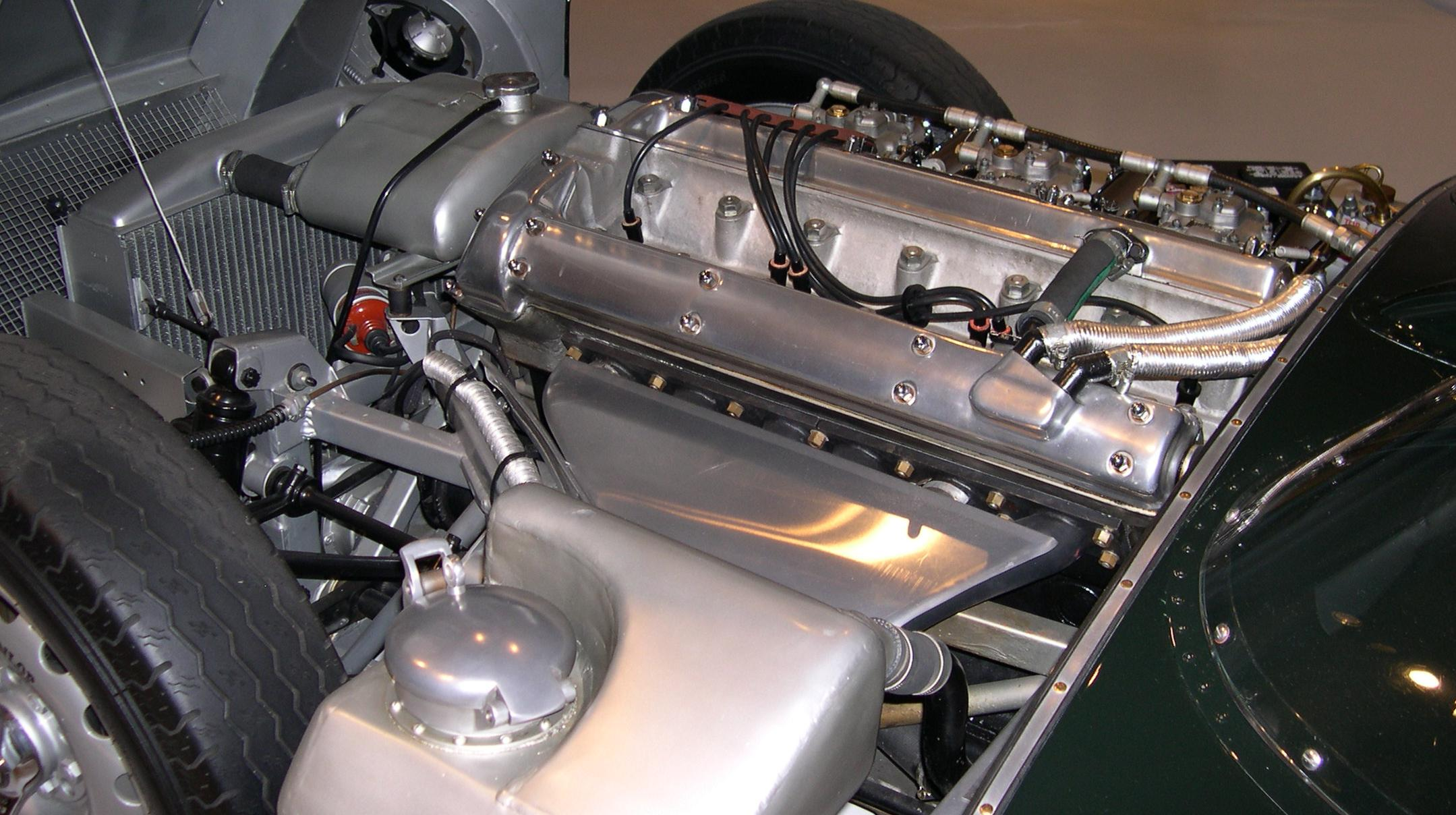
Motor XK em um Jaguar D-Type 1955

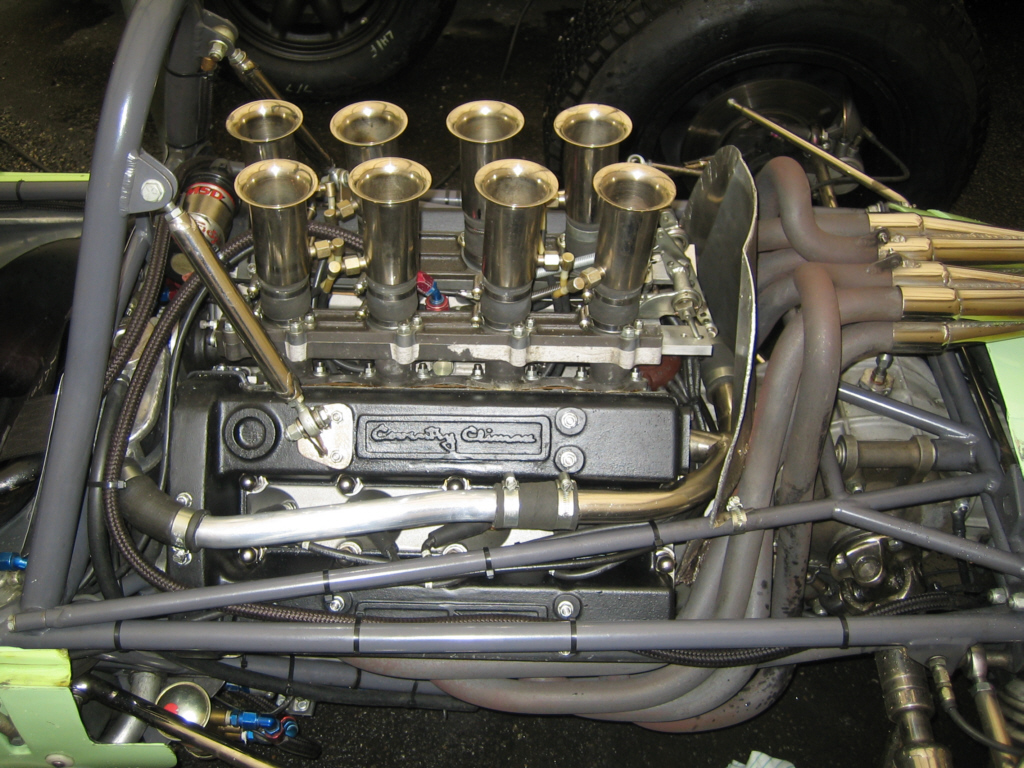
Um 1.5L FWMV V8, instalado em um carro de fórmula 1 Lotus 24.

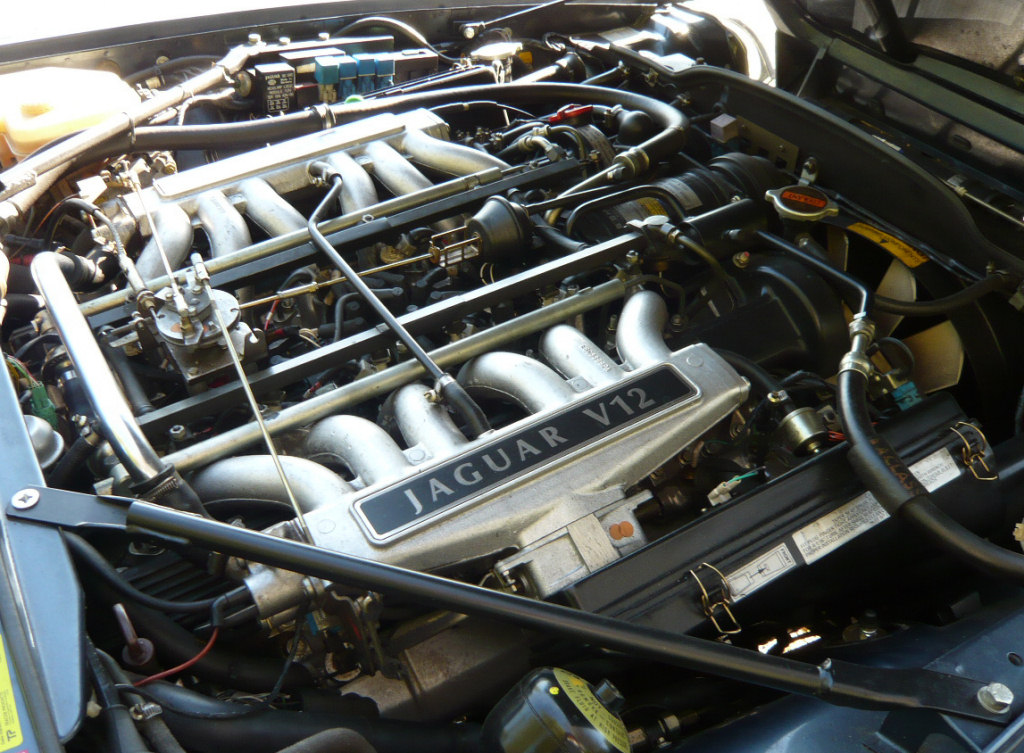
Motor Jaguar 5.3 V12 em um XJS (1992)